# Statskupp
Statskupp är ett plötsligt och enligt rådande författning olagligt maktövertagande i en stat. Det är vanligtvis utfört av en mindre grupp inom etablissemanget (oftast dock inte själva i regeringsställning) och kan ske med användande av våld, hot om våld eller endast genom politiska medel (palatsrevolution).
En statskupp kan ses som en typ av revolution. Ibland beskrivs den som begränsad till ett kortare och mer organiserat skeende, medan revolutionen är en i tiden mer utdragen process med inblandning av hela samhällsklasser eller andra kollektiv av större dignitet. Om kuppen utförs av militären kallas det militärkupp. Om människor dödas eller skadas kallas kuppen "blodig", annars "oblodig". Ett maktövertagande genom politiska medel inom den regerande gruppen kallas palatsrevolution.

## Etymologi och definition
Termen är ett översättningslån av franskans coup d'État franska: [ku deta]; plural: coups d'État) som ordagrant betyder "ett slag mot en stat". (Ordet État, stat, skrivs alltid  med stort É i denna betydelse. Uttrycket har övertagits direkt i engelskan, där det dock skrivs med litet é, coup d'état.) 
Ordet coup har övertagits i svenskan i formen "kupp" och används löst menat i betydelsen att få övertag över en stat eller enhet, till exempel en underrättelsekupp. Motsvarande används även termen inom företagsverksamhet, etc., till exempel en styrelsekupp.
Sedan Wolfgang Kapp 1920 (Kappkuppen) och Adolf Hitler 1923 utförde kuppförsök har även det tyska ordet "Putsch" använts, vilket myntades i och med Züriputsch 1839. Även på franska och ryska har ordet använts. Det riktiga tyska ordet för statskupp är dock Staatsstreich.
Taktiskt sett innebär en kupp att delar av militären kontrolleras samtidigt som resterande militära enheter neutraliseras. Den agerande gruppen tillfångatar eller förvisar ledare, tar fysisk kontroll av viktiga statsbyggnader, kommunikationskanaler och den fysiska infrastrukturen som gator och kraftverk. Kuppen lyckas om dess motståndare misslyckas med att avlägsna konspiratörerna som då kan förstärka sin ståndpunkt, få befolkningen och de kvarvarande militära styrkorna att överlämna makten, samt att få till en slutgiltig behörighet.
En statskupp kan provoceras fram via en utländsk intervention (öppen eller dold), i form av handelsembargo eller underminerande aktiviteter.

## Historik
Kupper har länge varit en av delarna i den politiska traditionen. Redan på romartiden gjordes kupper; Julius Caesar dirigerade ett inbördeskrig och blev sedermera utsatt för en kupp. Flera romerska kejsare, som Claudius, tog makten genom statskupper, som även kung Jehu av Israel gjorde. Shiamuslimer anser att tronföljden efter Muhammed under 600-talet var en kupp. I november 1799 iscensatte Napoleon Bonaparte en statskupp och tog makten i Frankrike. Statskupper var även vanliga i de antika stadsstaterna i Grekland och samtida i Indien.
Efter andra världskriget skedde statskupper över hela världen, oftast i u-länder – Latinamerika (till exempel Brasilien, Chile, Bolivia och Argentina), Afrika, Asien (till exempel Pakistan, Filippinerna, Myanmar och Thailand), Oceanien (till exempel Fiji) och i Europa (till exempel Grekland, Cypern, Portugal, Spanien och Sovjetunionen). Sedan 1980-talet har statskupper varit mer sällsynta. En markant anledning till detta är att oförmågan att lösa de ekonomiska och politiska problemen i u-länder vilket har gjort att militära styrkor, speciellt i Latinamerika, är motvilliga till att ingripa i politiska angelägenheter. Följaktligen, i motsats till förflutna kriser, har militära styrkor hållit sig utanför ekonomiska kriser som i den asiatiska finansiella krisen i Thailand 1998 eller den argentinska krisen 2002. Militären tenderar att endast agera när de anser sig vara hotade som institution av den civila regeringen, vilket inträffade i Pakistan 1999.
Statskupper har varit ett sätt för mäktiga nationer som vill säkerställa, för dem, fördelaktiga resultat i mindre utrikiska stater. De amerikanska och sovjetiska underrättelseorganisationerna Central Intelligence Agency respektive KGB fick rykte om sig att stödja statskupper i stater som Chile och Afghanistan. Sådana handlingar kan tolkas som direkt fientlighet vilket kan leda till stort misstycke hos befolkningen i det fientliga landet. Frankrikes och Storbritanniens regeringar har bland andra även arrangerat statskupper.

### Statskupper i Sverige
- Gustav III:s statskupp 1772
- Statskuppen 1809

### Internationellt (exempel)
- Teodoro Obiang Nguema Mbasogo, Ekvatorialguineas president (1979–)
- Omar al-Bashir, Sudans president (1989–2019, avsattes i en militärkupp 11 april[2])
- Kommendörkapten Frank Bainimarama, Fijianska arméns överbefälhavare, agerar som verkställande makt i Fiji (2006–)
- Prayuth Chan-ocha, Thailands premiärminister (2014–)
- Euromajdan, Ukrainas president Viktor Janukovytj avsatt